# Cadillac Serie 61
La Serie 61 è un'autovettura prodotta dalla Cadillac dal 1938 al 1951. Simile a questo modello, venne anche commercializzata la Serie 63

## Il contesto
La Serie 61 sostituì la Serie 60 nel 1939, eccetto la Sixty Special, il cui assemblaggio continuò fino al 1993. Nel 1940 la Serie 61 fu subito rimpiazzata dalla Serie 62, ma venne reintrodotta l'anno successivo. A parte nel triennio 1943-45, rimase poi in produzione fino al 1951. Progettata da Harley Earl, faceva parte della categoria di auto di lusso.
Durante tutto il periodo in cui fu prodotta, il motore venne montato anteriormente, mentre la trazione fu posteriore.

## Storia

### I primi anni
La Serie 61 venne lanciata sul mercato per il model year 1939. L'anno successivo fu tolta di produzione, ma per il model year 1941 venne ripresentata. 
Gli esemplari di entrambi gli anni possedevano un telaio avente un passo di 3.200 mm ed un motore V8 a valvole in testa da 5,4 L di cilindrata. Dal 1941 fu disponibile un motore V8 a valvole laterali da 5,6 L.
Nel 1939 le carrozzerie disponibili furono coupé due porte, cabriolet due e quattro porte e berlina quattro porte, mentre nel 1941 furono in vendita solamente le due porte coupé e le quattro porte berlina. Gli esemplari del 1941 erano costruiti sul pianale B della General Motors, avevano una lunghezza di 5.461 mm ed erano caratterizzati dal possedere una linea fastback.

### La Series 63

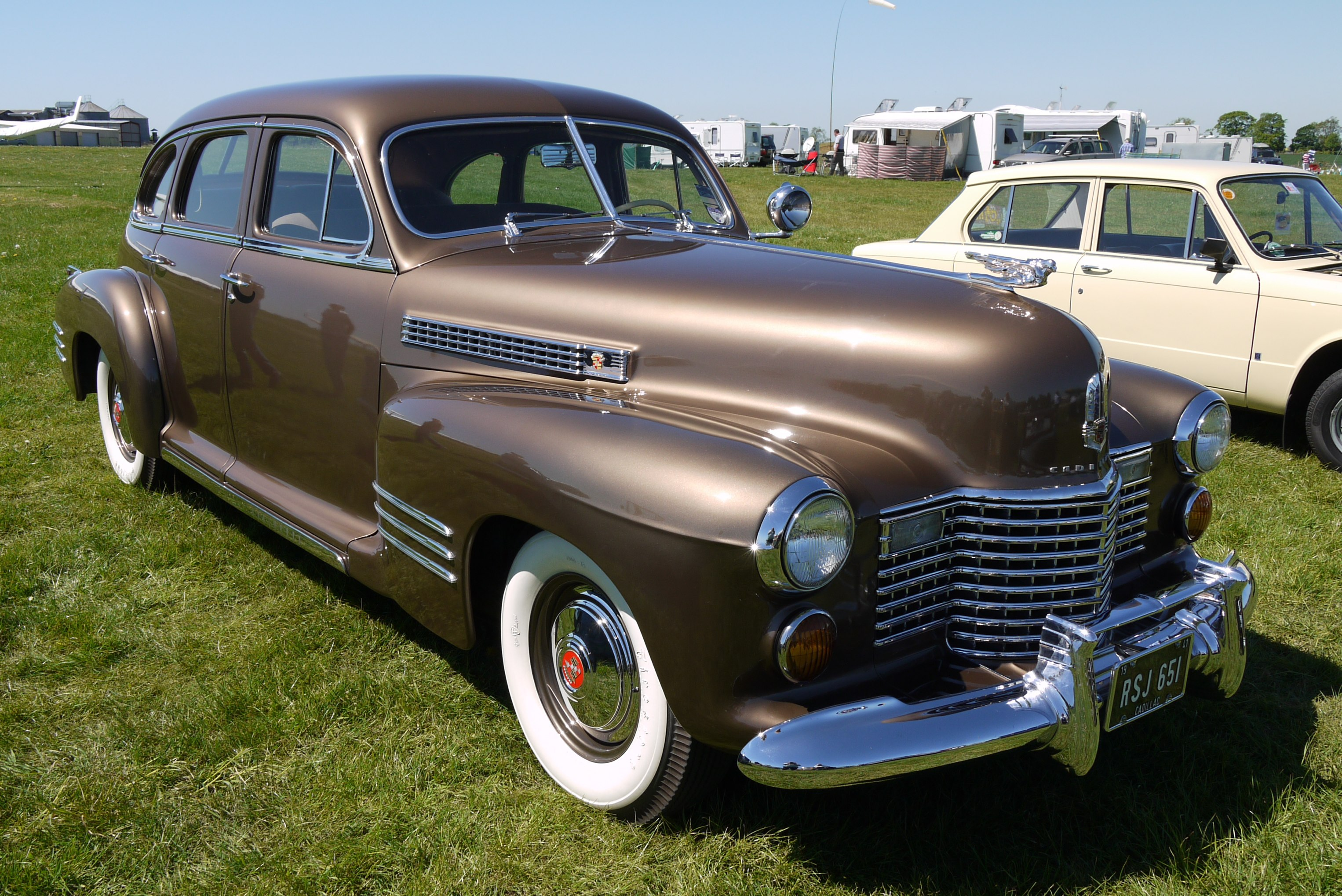
Notchback 1941 Series 63 berlina.

La Serie 63 era simile alla Serie 61. Era disponibile solo in versione berlina e ne condivideva il passo.
Nel momento in cui venne presa la decisione di estinguere il marchio LaSalle nel 1941, furono realizzati almeno tre modelli in legno e metallo per potenziali clienti del marchio citato. Uno di questi, che era basato sul pianale C notchback della General Motors, finì per essere condiviso dalla Cadillac Serie 62, dalla Buick Roadmaster e Super, dall'Oldsmobile 90 e dalla Pontiac Custom Torpedo. Un secondo, basato sulla piattaforma B fastback della General Motors, fu condiviso dalla Cadillac Series 61, dalla Buick Century e Special, dall'Oldsmobile 70 e dalla Pontiac Streamliner Torpedo.. Il terzo esemplare possedeva un design notchback che derivava dal pianale B fastback, ma che era descritto come simile al pianale A, sempre della General Motors; questo, alla fine, fu usato per creare la Serie 63. Tutti questi prototipi erano potenzialmente destinati per i futuri modelli LaSalle. Però, è stato dedotto che dei tre, il terzo progetto era molto verosimilmente destinato a portare il marchio LaSalle, con la base meccanica assegnata esclusivamente alla LaSalle, e che il secondo progetto, la cui base meccanica era condivisa con la Serie 61, era il più probabile candidato al nuovo modello.
Gli esemplari prodotti della Serie 63 dal 1940 al 1941 ammontarono a 5.030 unità.

### Dal 1942 al 1947

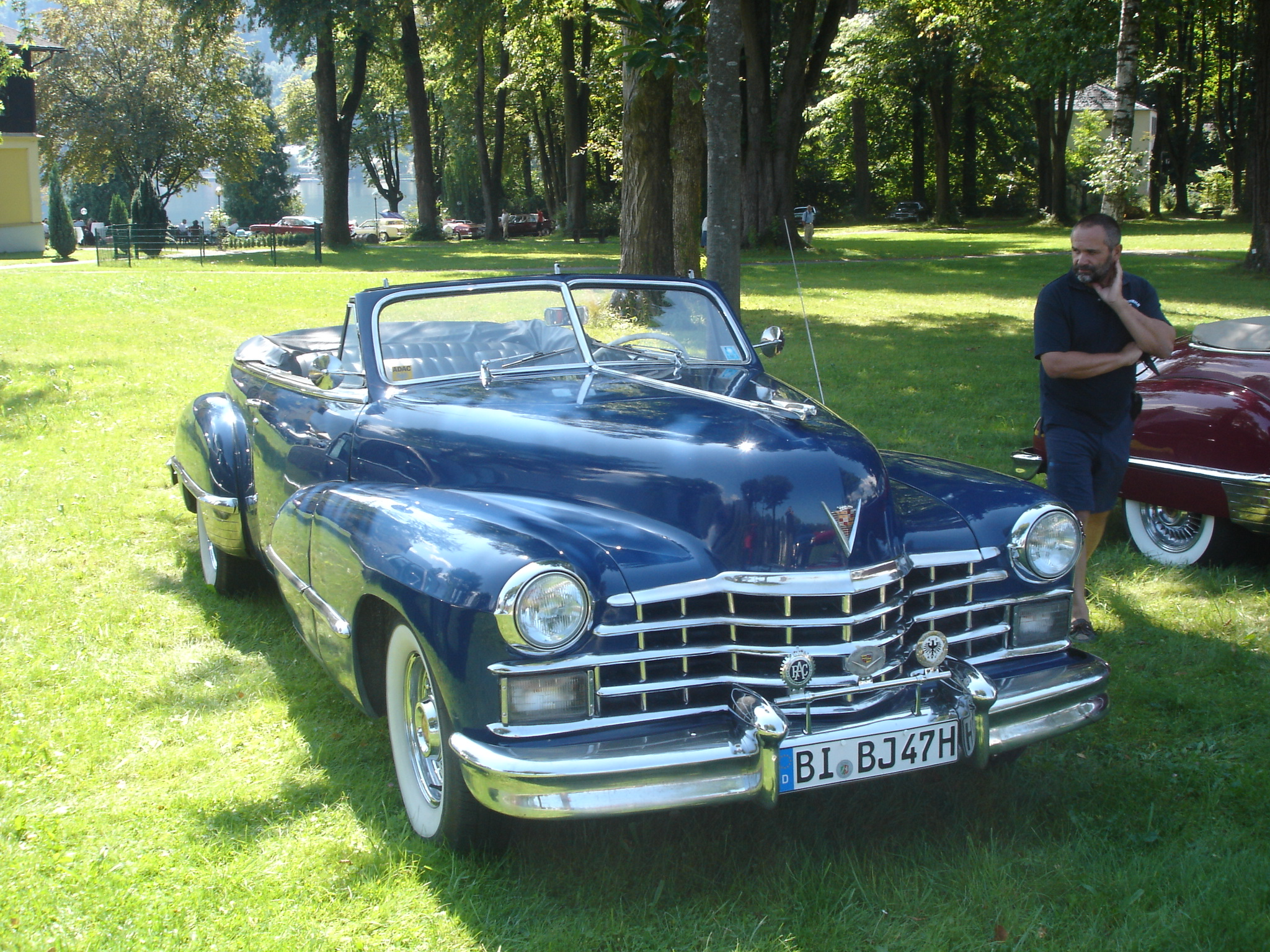
Una Serie 61 cabriolet del 1947

Gli esemplari prodotti nel 1942 e dal 1946 al 1947 mantennero gli stessi due tipi di motori 
Cadillac degli esemplari fabbricati nel 1941, vale a dire il propulsore V8 a valvole in testa da 5,4 L di cilindrata, ed il motore V8 a valvole laterali da 5,6 L. Il cambio disponibile era manuale a tre rapporti. Gli esemplari prodotti nel 1942 e dal 1946 al 1947 erano basati sul pianale B della General Motors, e vennero commercializzati con tre tipi di carrozzeria, coupé due porte, cabriolet due porte e berlina quattro porte.
Nel triennio 1943-1945 il modello non fu prodotto per il protrarsi della seconda guerra mondiale, che obbligò le aziende delle nazioni coinvolte nel conflitto a convertire le proprie attività in produzione bellica.

### Dal 1948 al 1951

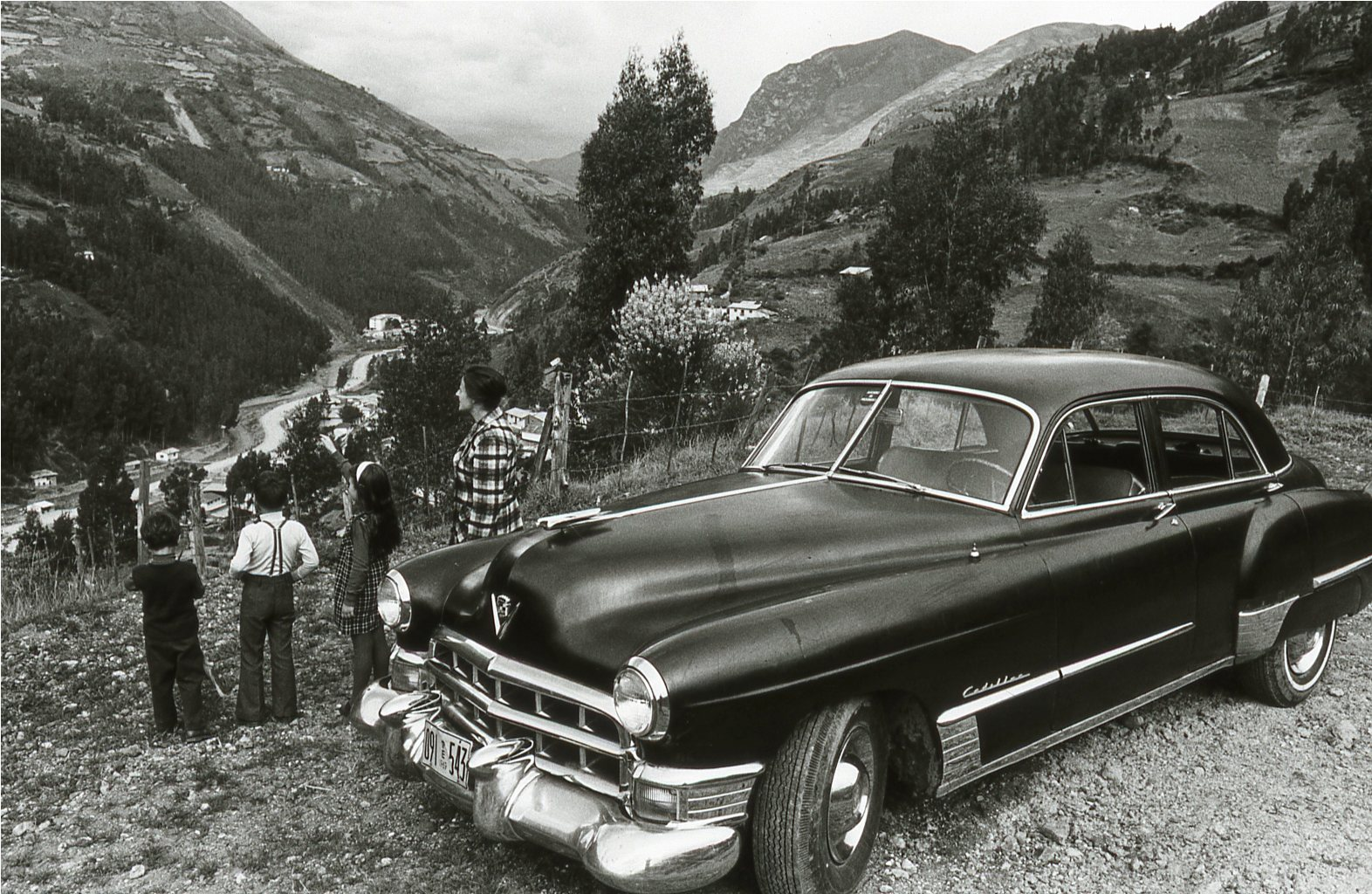
Una Serie 61 berlina del 1949

Nel 1948 il modello venne rivisto. Ora era disponibile in due versioni, due porte coupé e quattro porte berlina. I motori offerti erano i medesimi di quelli degli anni precedenti, vale a dire il V8 a valvole in testa da 5,4 L di cilindrata, ed il motore V8 a valvole laterali da 5,6 L. I cambi disponibili erano due: il primo era manuale a tre rapporti sincronizzati, mentre il secondo era un Hydramatic automatico a quattro velocità.
Dal 1948 al 1949 la Serie 61 venne costruita sul pianale C della General Motors, su cui era assemblata anche la Serie 62. Per questo motivo i due modelli si assomigliavano molto. Dal 1950 al 1951 la Serie 61 fu invece costruita sulla piattaforma B della General Motors. La Serie 61 prodotta dal 1948 e al 1949 possedeva un corpo vettura della General Motors completamente nuovo. Esso era il primo del dopoguerra, ed aveva degli stilemi avanzati che includevano delle pinne posteriori che si ispiravano all'aeroplano Lockheed P-38 Lightning, ed una calandra quadrettata che era più alta al centro di quanto fosse lateralmente. La parte anteriore della vettura era protetta di un più grande paraurti che avvolgeva anche i parafanghi. Lo stemma Cadillac fu centrato nella "V" sopra la griglia del radiatore. Vennero montati fari anteriori cromati. I modelli della Serie 61 erano sprovvisti di inserti cromati sui parafanghi anteriori e sui fari posteriori. Un nuovo cruscotto con strumentazione disposta a mezzaluna e rivestimenti in pelle (tappetini compresi) furono riservati solo ai modelli di quell'anno
La novità più importante del 1949 fu l'introduzione di un nuovo motore V8 a valvole in testa. Esso possedeva una cilindrata di 5,4 L e produceva una potenza di 160 CV. Esteticamente i cambiamenti furono pochi. Tra essi, ci furono la revisione della calandra che ora possedeva pannelli scanalati con alloggiamento per le luci di posizione e inserti a V sotto le luci posteriori per le coupé. Ancora una volta, in questi modelli mancavano gli inserti sui parafanghi ed avevano allestimenti più semplici. Venne previsto un bagagliaio più spazioso per le berline. L'equipaggiamento standard comprendeva luci di retromarcia montate sul portellone posteriore.
Nel 1950 i modelli Cadillac furono oggetto di un profondo restyling. I nuovi modelli apparivano generalmente più pesanti nelle linee, con profili ribassati e parti posteriori allungate, e parafanghi anteriori e posteriori a scalino. Il cofano era più sporgente, e questo era sottolineato dalla presenza di una più massiccia calandra. Erano installate luci di posizione laterali come nel passato, quando gli acquirenti sceglievano i fendinebbia, e venivano utilizzati un alloggiamento supplementare ed una plastica di dimensioni maggiori per consentire l'installazione delle luci di posizione. Questa configurazione combinava i fendinebbia con gli indicatori di direzione. Venne introdotto il parabrezza forgiato in un solo pezzo ed il bordo anteriore dei parafanghi posteriori, che aveva un andamento a scalino, venne evidenziato da finte prese d'aria cromate. I parafanghi posteriori erano più lunghi e terminavano con delle pinne. La scritta “Cadillac” comparì di nuovo lungo le fiancate, ma adesso era posizionata vicino alle portiere anteriori. Nei modelli della Serie 61, una novità di rilievo fu il ritorno alla commercializzazione di questa gamma utilizzando il pianale B a passo corto utilizzato dalla Serie 62. Ciò portò a diverse differenze nella linea. Ad esempio, le Serie 61 berline non avevano deflettori ai finestrini ed aveva luci posteriori dal disegno più avvolgente.
Un restyling minore fu eseguito nel 1951. Vennero montate griglie quadrettate in miniatura sotto i proiettori. Altri cambiamenti furono applicati a freno a mano, alle luci di emergenza, al sistema di avviamento, al copripiantone dello sterzo, al generatore Delco-Remy, alla geometria per l'avantreno a ruote indipendenti, alla pompa del carburante, ai freni (che vennero potenziati), agli pneumatici, al parabrezza, al filtro aria a bagno d'olio, ai collettori ridisegnati ed allo starter automatico. Sul cruscotto, delle spie luminose controllavano la pressione dell'olio e la tensione dell'impianto elettrico.
Il passo, la lunghezza e la larghezza dipendevano dagli anni di produzione. Il passo fu di 3.200 mm dal 1948 al 1949 e 3.099 dal 1950 al 1951. La lunghezza fu invece di 5.436 mm dal 1948 al 1949 e 5.380 mm dal 1950 al 1951. La larghezza fu di 2.007 mm nel 1948, 2.004 mm nel 1949 e 2.035 mm dal 1950 al 1951.